# Pasieguito
Bernardino Pérez Elizarán, noto come Pasieguito (Hernani, 21 maggio 1925 – Valencia, 21 ottobre 2002), è stato un allenatore di calcio e calciatore spagnolo, di ruolo centrocampista.

## Carriera

### Giocatore

#### Club
Nato a Hernani, nei Paesi Baschi, ha giocato per 18 anni, iniziando nelle giovanili della Real Sociedad. Nel 1942, a 17 anni, entra nella prima squadra del Valencia, con cui gioca 3 volte nella Liga 1942-1943. Nel 1944 scende in terza divisione con il Levante, altra squadra di Valencia, dove rimane una stagione, facendo ritorno in seguito al Valencia. Nella stagione 1945-1946 colleziona 7 presenze e 1 gol in campionato. Tra 1946 e 1948 gioca di nuovo in terza serie, con il Burgos, allora denominato Gimnástica Burgalesa. La terza esperienza al Valencia è quella più lunga: rimane 11 anni, dal 1948 al 1959, nei quali ottiene 233 presenze e 64 gol, sempre in massima serie, vincendo per due volte la Coppa di Spagna: nel 1949 e nel 1954 e la Coppa Eva Duarte, predecessore della Supercoppa di Spagna, nel 1949. Appende gli scarpini al chiodo nel 1960, a 35 anni, dopo una stagione in seconda divisione con il Levante.

#### Nazionale
Nel 1954, quando militava nel Valencia, ha giocato tre gare con la Nazionale spagnola, tutte contro la Turchia, unica avversaria nel gruppo 6 delle qualificazioni al Mondiale 1954 in Svizzera. Ha debuttato il 6 gennaio con una vittoria per 4-1 in casa a Madrid, perdendo in seguito il 14 marzo per 1-0 nel ritorno in trasferta ad Istanbul e rendendo così necessario uno spareggio in campo neutro a Roma, il 17 marzo, pareggiato per 2-2 dopo i supplementari. Non essendo ancora usati i tiri di rigore, la decisione della qualificata al torneo mondiale avvenne tramite sorteggio, effettuato dal tredicenne Luigi Franco Gemma di Monte Mario, che negò agli spagnoli la partecipazione al Mondiale, dandola per la prima volta nella loro storia ai turchi, allenati dall'italiano Sandro Puppo.

### Allenatore
Tre anni dopo il ritiro da calciatore, nel 1963, a 38 anni, inizia la carriera da allenatore, nel Valencia, che allena per una stagione, raggiungendo la finale della Coppa delle Fiere 1963-1964, persa a Barcellona contro il Real Saragozza. Dopo essere andato via da Valencia, si trasferisce in Catalogna, dove dirige per 8 anni il Sabadell, fino al 1972. La stagione successiva si siede sulla panchina del Granada, mentre dal 1973 al 1975 allena lo Sporting Gijón. Sul finire della stagione 1979 ritorna al Valencia, sostituendo Marcel Domingo e vincendo la Coppa del Re sconfiggendo 2-0 in finale il Real Madrid, grazie ad una doppietta di Mario Kempes. Sostituito da Alfredo Di Stéfano a fine stagione, con l'ex Real Madrid che vince la Coppa delle Coppe, lo rimpiazza a sua volta per la stagione 1980-1981, vincendo la Supercoppa europea nella doppia finale contro il Nottingham Forest campione d'Europa. Rimane ancora fino al 1982, chiudendo la carriera da allenatore a 60 anni, quando ritorna al Sabadell per la stagione 1984-1985. Muore a Valencia il 21 ottobre 2002, a 77 anni.

## Statistiche

### Cronologia presenze e reti in nazionale
| Cronologia completa delle presenze e delle reti in nazionale ― Spagna | Cronologia completa delle presenze e delle reti in nazionale ― Spagna | Cronologia completa delle presenze e delle reti in nazionale ― Spagna | Cronologia completa delle presenze e delle reti in nazionale ― Spagna | Cronologia completa delle presenze e delle reti in nazionale ― Spagna | Cronologia completa delle presenze e delle reti in nazionale ― Spagna | Cronologia completa delle presenze e delle reti in nazionale ― Spagna | Cronologia completa delle presenze e delle reti in nazionale ― Spagna |
| Data                                                                  | Città                                                                 | In casa                                                               | Risultato                                                             | Ospiti                                                                | Competizione                                                          | Reti                                                                  | Note                                                                  |
| --------------------------------------------------------------------- | --------------------------------------------------------------------- | --------------------------------------------------------------------- | --------------------------------------------------------------------- | --------------------------------------------------------------------- | --------------------------------------------------------------------- | --------------------------------------------------------------------- | --------------------------------------------------------------------- |
| 6-1-1954                                                              | Madrid                                                                | Spagna                                                                | 4 – 1                                                                 | Turchia                                                               | Qual. Mondiali 1954                                                   | -                                                                     |                                                                       |
| 14-3-1954                                                             | Istanbul                                                              | Turchia                                                               | 1 – 0                                                                 | Spagna                                                                | Qual. Mondiali 1954                                                   | -                                                                     |                                                                       |
| 17-3-1954                                                             | Roma                                                                  | Spagna                                                                | 2 – 2                                                                 | Turchia                                                               | Qual. Mondiali 1954                                                   | -                                                                     |                                                                       |
| Totale                                                                |                                                                       | Presenze                                                              | 3                                                                     |                                                                       | Reti                                                                  | 0                                                                     |                                                                       |

## Palmarès

### Giocatore

#### Club

##### Competizioni nazionali
- Coppa di Spagna: 2

Valencia: 1948-1949, 1954
- Coppa Eva Duarte: 1

Valencia: 1949

### Allenatore

#### Club

##### Competizioni nazionali
- Coppa di Spagna: 1

Valencia: 1978-1979

##### Competizioni internazionali
- Supercoppa UEFA: 1

Valencia: 1980